# Im Schatten des Tafelberges
Im Schatten des Tafelberges (Originaltitel: When the Mountain meets its Shadow) ist ein Dokumentarfilm aus dem Jahr 2009 von Alexander Kleider und Daniela Michel in Kooperation mit Romin Khan.

## Handlung
Kapstadt, Südafrika: In kaum einer anderen Stadt der Welt liegen Armut und Reichtum so dicht beieinander wie am Kap der guten Hoffnung. Der Film erzählt die Geschichten von Ashraf, Mne, Zoliswa und Arnold, die in den Armenvierteln rund um Kapstadt auf unterschiedliche Art und Weise ums Überleben kämpfen. 
Ashraf und Mne von der Anti Eviction Campaign setzten sich täglich in den Townships gegen Zwangsräumungen und Wassersperrungen ein. Zoliswa, eine alleinerziehende Mutter, sucht eine neue Stelle als Hausangestellte und Arnold macht eine Ausbildung zum bewaffneten Wachmann in der boomenden Sicherheitsindustrie. Als die Stadtverwaltung eine komplette Armensiedlung räumen lassen will, werden Ashraf und sein Freund Mne mit ihren eigenen unverarbeiteten Erlebnissen aus der Zeit der Apartheid konfrontiert.

## Auszeichnungen
- 2010: Nominierung für den Max-Ophüls-Preis 2010 in der Kategorie Dokumentarfilm

## Kritiken
„When the Mountain meets its Shadow von Alexander Kleider und Daniela Michels porträtiert den Austragungsort der Fußball WM 2010. Ganz in der Nähe der Straße, die vom Flughafen zum Stadion führt, geht es um Menschen, die ums Überleben kämpfen, deren Townships durch Nobelsiedlungen ersetzt werden sollen. Und von Menschen, die nicht aufgeben, deren Augen voll Hoffnung leuchten. Aufrüttelnd und voller Kraft.“

„Die Kraft zum Weitermachen“

„Für alle, die sich für die soziale Wirklichkeit der Post-Apartheid interessieren, ein absoluter Gewinn.“

„Der Film ist ein beeindruckendes Plädoyer dafür, nicht aufzugeben.“